# Stephanie Cheng
Stephanie Cheng (10 de octubre de 1984) es una cantante pop de Hong Kong, tiene un contrato firmado con el sello discográfico "Go East Music" (consolidado con Universal Music de 2003). Cheng nació en Hong Kong y estudió en Heep Yunn College, una escuela internacional de Australia. Después de su graduación, comenzó aa trabajar como modelo hasta lograr convertirse en una famosa cantante profesional.

## Discografía
- (2003) Grown Up EP
- (2004) Step by Step
- (2005) Beat Beat
- (2006) Honey
- (2007) Super Girl
- (2008) 23
- (2009) Stephanie Cheng New + Best Collection
- (2011) Spring/Summer
- (2012) EVO
- (2013) Live Like 18 New + Best Selections Part One
- (2013) Live Like 18 New + Best Selections Part Two

## Filmografía[2]
- Lan Kwai Fong (2011)
- Seven 2 One (2009)
- Split Second Murders (2009)
- Happy Funeral (2008)
- Trivial Matters (2007)
- Hooked on You (2007)